# Янку, Влад
Влад Янку (рум. Vlad Iancu, род. 3 января 1978, Румыния) — румынский игрок в мини-футбол, вратарь команды «Тыргу-Муреш» и сборной Румынии. Участник чемпионатов Европы 2012 и 2014 годов, на Евро-2014 забил один гол за сборную Румынии.
Занимался большим футболом в клубах «Минерул» (Чертеж), ЧФР Мармосим Симерия, «Корвинул». В 2008 году дебютировал в сборной Румынии по мини-футболу на турнире в Ливии.